# Liste der Geotope im Landkreis Aichach-Friedberg
Diese Liste enthält die Geotope des Schwäbischen Landkreises Aichach-Friedberg in Bayern.
Die Liste enthält die amtlichen Bezeichnungen für Namen und Nummern des Bayerischen Landesamt für Umwelt (LfU) sowie deren geographische Lage. Diese Liste ist möglicherweise unvollständig. Im Geotopkataster Bayern sind etwa 3.400 Geotope (Stand März 2020) erfasst. Das LfU sieht einige Geotope nicht für die Veröffentlichung im Internet geeignet. Einige Objekte sind zum Beispiel nicht gefahrlos zugänglich oder dürfen aus anderen Gründen nur eingeschränkt betreten werden.
| Name                                           | Bild | Geotop ID | Gemeinde / Lage     | Geologische Raumeinheit | Beschreibung | Fläche m² / Ausdehnung m | Geologie                                                             | Aufschlussart                  | Wert      | Schutzstatus                                      | Bemerkung |
| ---------------------------------------------- | ---- | --------- | ------------------- | ----------------------- | --- | ------------------------ | -------------------------------------------------------------------- | ------------------------------ | --------- | ------------------------------------------------- | --------- |
| Ehem. Kiesgrube N von Gumpenberg               |      | 771A001   | Pöttmes Position    | Iller-Lech-Region       | Die Kiesgrube Gumpenberg schließt ältestpleistozäne Schotter der Aindlinger Terrassentreppe auf. Sie ist großteils verwachsen. | 5000 100 × 50            | Typ: Gesteinsart Art: Schotter                                       | Kiesgrube/Sandgrube            | wertvoll  | kein Schutzgebiet                                 |           |
| Ehem. Tongrube NE von Froschham                |      | 771A010   | Aichach Position    | Donau-Isar-Hügelland    | Die Tongrube wurde bis 2002 von der Ziegelei Renz in Aichach betrieben. Damals waren bis 25 m mächtige Tone, Schluffe und Feinsande der Älteren Serie aufgeschlossen. Die Feinsedimente waren durch Paläoböden gegliedert. Das Grundwasser hat die Grube größtenteils überflutet, nur im Norden blieb ein ca. 3 m hoher Aufschluss erhalten.                       | 105000 300 × 350         | Typ: Gesteinsart, Fossiler Boden Art: Ton, Sand                      | Lehmgrube/Tongrube/Mergelgrube | bedeutend | kein Schutzgebiet                                 |           |
| Paläoboden im Altgraben S von Dasing           |      | 771A011   | Friedberg Position  | Donau-Isar-Hügelland    | Humoser Paläoboden, der von schluffig-sandigen Auenablagerungen überdeckt wird. Er liegt ca. 1,8 m unter GOK am Altgraben südlich von Dasing, der künstlich begradigt und bis zu 2 m in den Talboden eingeschnitten ist. Anhand von Keramikscherben aus der Latène- und Römerzeit kann der ehemalige Talboden in das erste Jahrtausend vor Christi datiert werden. | 800 400 × 2              | Typ: Fossiler Boden, Graben, Kanal Art: Lehm                         | Hanganriss/Felswand            | bedeutend | FFH-Gebiet                                        |           |
| Sandgrube N von Immendorf                      |      | 771A012   | Pöttmes Position    | Donaumoos               | In der Sandgrube Immendorf sind schräggeschichtete Feinsande der Oberen Süßwassermolasse aufgeschlossen. Im Sand sind Aufarbeitungslagen und Tongerölle zu sehen, darin nisten Uferschwalben. Über dem Feinsand liegt eine ca. 3 bis 4 m mächtige Schlufflage mit Kalkkonkretionen.                                                                                | 3500 70 × 50             | Typ: Gesteinsart Art: Sand                                           | Kiesgrube/Sandgrube            | bedeutend | kein Schutzgebiet                                 |           |
| Schürfgrubenfeld Grubet NE von Oberschneitbach |      | 771G001   | Aichach Position    | Donau-Isar-Hügelland    | Großes Schürfgrubenfeld aus dem Früh- bis Hochmittelalter mit ca. 3500 Pingen. Ausgebeutet wurden Eisenerz-Konkretionen in der Oberen Süßwassermolasse. | 200000 1000 × 200        | Typ: Pinge/nfeld Art: Eisen-/Manganerz, Kies, Sand                   | Pinge                          | wertvoll  | Bodendenkmal                                      |           |
| Quellaustritt Silberbrünnle S von Notzenfeld   |      | 771Q001   | Aichach Position    | Donau-Isar-Hügelland    | Der Name des Baches geht auf helle Glimmer im Bachsediment (Sande der Oberen Süßwassermolasse) zurück. Im Bachbett gibt es Schwermineralseifen (überwiegend Granat). Die Quellen entspringen über tertiärem Ton, über dem wasserführende Sande der Älteren Serie anstehen.                                                                                         | 280000 700 × 400         | Typ: Schichtquelle, Hangquellmoor Art: Sand, Torf                    | kein Aufschluss                | bedeutend | Landschaftsschutzgebiet                           |           |
| Hochterrasse NE von Unterbergen                |      | 771R001   | Schmiechen Position | Paar-Isar-Region        | Hochterrasse aus der Riß-Kaltzeit, die nach Norden ausläuft. | 65000 2600 × 25          | Typ: Terrasse Art: Kies                                              | kein Aufschluss                | bedeutend | kein Schutzgebiet                                 |           |
| Paartal SW von Ottmaring                       |      | 771R002   | Friedberg Position  | Donau-Isar-Hügelland    | Das Paartal entstand durch rückschreitende Erosion der Unteren Paar, die sich im frühen Holozän mit der an der Ostseite des Lechtals fließenden Oberen Paar zum heutigen Lauf vereinigte. | 150000 600 × 250         | Typ: Sohlental Art: Schotter, Sand                                   | kein Aufschluss                | wertvoll  | Naturdenkmal, Landschaftsschutzgebiet, FFH-Gebiet |           |
| Oberes Schindbachtal W von Griesbeckerzell     |      | 771R003   | Aichach Position    | Donau-Isar-Hügelland    | Das Tal des Schindbachs wandelt sich bachabwärts von einem Muldental in ein Sohlental. Quellnischen und Quellhorizonte an den Hängen führen zur Versumpfung. | 100000 500 × 200         | Typ: Asymmetrisches Tal, Muldental, Schichtquelle Art: Sand          | kein Aufschluss                | bedeutend | Landschaftsbestandteil                            |           |
| Prallhänge an der Paar S von Dasing            |      | 771R004   | Friedberg Position  | Donau-Isar-Hügelland    | Prallhänge, die die mäandrierende Paar südlich von Dasing in tertiäre Feinsande der Mittleren Serie gebildet hat. | 100000 500 × 200         | Typ: Prallhang, Mäander Art: Sand                                    | Prallhang/Flussbett/Bachprofil | bedeutend | FFH-Gebiet                                        |           |
| Malmkalkblock in Oberbaar                      |      | 772R003   | Baar Position       | Iller-Lech-Region       | Großer Malmbrocken aus Massenkalk, der in der Kiesgrube nordöstlich von Thierhaupten gefunden wurde. Er ist der größte bekannte Malmblock der Schotterplatten. Es handelt sich entweder um einen Reuterschen Block (durch Ries-Ereignis verfrachtet) oder um einen Driftblock im Lauf der Donau während des Altpleistozän.                                         | 2 2 × 1                  | Typ: Auswurfmaterial (Impakt), Gesteinsart, Felsblock Art: Kalkstein | Block                          | bedeutend | kein Schutzgebiet                                 |           |